# 건광 (후한)
건광(建光)은 중국 후한(後漢) 안제(安帝)의 네 번째 연호이다. 121년 7월에서 122년 3월까지 9개월 동안 사용하였다.

## 개원
영녕(永寧) 2년 7월 1일(121년 8월 1일)에 연호를 건광(建光)으로 개원함.

## 연대대조표
| 건광                | 원년       | 2년        |
| 서력                | 121년      | 122년      |
| 육십간지 (六十干支) | 신유(辛酉) | 임술(壬戌) |

## 같이 보기
- 다른 왕조의 같은 연호
  - 적위(翟魏) 건광(388년 ~ 391년)

- 중국의 연호